# Lumban
Lumban is een gemeente in de Filipijnse provincie Laguna op het eiland Luzon. Bij de laatste census in 2010 telde de gemeente ruim 29 duizend inwoners.

## Geografie

### Bestuurlijke indeling
Lumban is onderverdeeld in de volgende 16 barangays:
| - Bagong Silang - Balimbingan - Balubad - Caliraya - Concepcion - Lewin - Maracta - Maytalang I | - Maytalang II - Primera Parang - Primera Pulo - Salac - Santo Niño - Segunda Parang - Segunda Pulo - Wawa |

## Demografie
Lumban had bij de census van 2010 een inwoneraantal van 29.470 mensen. Dit waren 1.027 mensen (3,6%) meer dan bij de vorige census van 2007. Ten opzichte van de census van 2000 was het aantal inwoners gegroeid met 3.534 mensen (13,6%). De gemiddelde jaarlijkse groei in die periode kwam daarmee uit op 1,29%, hetgeen lager was dan het landelijk jaarlijks gemiddelde over deze periode (1,90%).

De bevolkingsdichtheid van Lumban was ten tijde van de laatste census, met 29.470 inwoners op 40,53 km², 727,1 mensen per km².